# Prometeo incatenato (Halévy)
Il Prometeo incatenato (Prométhée enchaîné) è una cantata per voce solista, coro e orchestra composta da Fromental Halévy per l'omonima tragedia di Eschilo.
Le musiche furono scritte nel 1849 ed eseguite nello stesso anno a Parigi. Il compositore Giacomo Meyerbeer, che assistette alla prima, scrisse in una lettera del 18 marzo 1849 che lo stile della composizione di Halévy gli ricordava l'Antigone di Felix Mendelssohn Bartholdy.